# 무하맛 5세
무하맛 5세(말레이어: Muhammad V, 1969년 10월 6일 코타바루 ~ )는 클란탄주의 29대 술탄이자 2016년부터 2019년까지 말레이시아의 15대 국왕이었다. 본명은 틍쿠 무하맛 파리스 프트라(Tengku Muhammad Faris Petra)이다.
2016년 12월 13일에 5년 임기의 양 디페르투안 아공에 임명되었으나, 2019년 1월 6일에 자진 퇴임하였다.